# Acacia brachystachya
Espèce
Répartition géographique
Classification phylogénétique
Acacia brachystachya, l’acacia parasol, est une espèce de plantes à fleurs de la famille des Mimosaceae, ou des Fabaceae selon la classification phylogénétique. C'est un arbuste endémique de l'Australie. Il pousse en bosquets (mulga) dans les régions semi-arides entre Carnarvon et Kalgoorlie. On le rencontre en populations isolées dans le désert au sud de Warburton.

## Description
C'est un arbuste d'environ 5 mètres de haut avec des branches tordues, étalées à son sommet. L'écorce, grise, est lisse ou fissurée. Comme la plupart des acacias, il a des phyllodes plutôt que des vraies feuilles qui peuvent mesurer 15 centimètres de long sur 1 à 2 millimètres de large. Les fleurs sont jaunes et forment des bouquets cylindriques d'environ 2 centimètres de long. Les gousses sont longues de 4 à 11 centimètres (8 cm en moyenne) et étroites (8 mm).
Il est très difficile à distinguer d’Acacia ramulosa.